# Râul Rodbav
Râul Rodbav este un afluent al râului Cincu. 

## Hărți
- Harta Județului Brașov